# イストチノ・ノヴォ・サラエヴォ
イストチノ・ノヴォ・サラエヴォ（セルビア語:Источно Ново Сарајево、ボスニア語:Istočno Novo Sarajevo、クロアチア語:Istočno Novo Sarajevo）、あるいはルカヴィツァ（Лукавица / Lukavica）は、ボスニア・ヘルツェゴビナの基礎自治体（オプシュティナ）。ボスニア・ヘルツェゴビナを構成する2つの構成体のうち、スルプスカ共和国に属する。
ボスニア・ヘルツェゴビナ紛争前はノヴォ・サラエヴォ自治体であった部分のうち、スルプスカ共和国に属すると定められたおよそ75%の領域が、紛争後にイストチノ・ノヴォ・サラエヴォとして成立した。他方で、ボスニア・ヘルツェゴビナ連邦に属するとされた部分は、ノヴォ・サラエヴォとなった。
イストチノ・ノヴォ・サラエヴォは、スルプスカ共和国領のイストチノ・サラエヴォ（東サラエヴォ）を構成する6つの自治体のうちのひとつである。イストチノ・ノヴォ・サラエヴォをイストチナ・イリジャと合併する案も浮上している。